# Michael Mansfield
Michael Mansfield (12 d'octubre del 1941) és un advocat anglès reconegut.
És republicà, vegetarià i socialista, l'han anomenat “socialista d'aparença" tot i que afirma que treballa bàsicament com a advocat d'ofici. A les memòries que ha escrit recentment, Memoirs of a Radical Lawyer, es descriu com a "advocat radical".

## Vida personal
Va créixer a Finchley, al nord de Londres, i va anar a la Holmewood Preparatory School (Woodside Park) abans d'estudiar a la Highgate School i a la Universitat de Keele. En aquesta mateixa universitat es va llicenciar en història i filosofia, abans de convertir-se en el secretari del Sindicat d'Estudiants de Keele. El 1967 es va incorporar al cos d'advocats del Gray’s Inn. Uns anys més tard, el 1989, es va convertir en un dels ministres del consell privat de la corona, el Queen's Counsel. El 2007, va ser elegit representant del Gray’s Inn. És patrocinador de l'organització per a la protecció dels drets dels animals “Viva!” (Veu Internacional Vegetariana pels Animals) i considera la producció animal un “genocidi”. S'ha casat dues vegades. El primer matrimoni va durar 19 anys. Avui en dia està casat amb Yvette. Té sis fills (Johnathan, Anna, Louise, Leo, Kieran i Fred). Actualment és el president de l'Associació d'Advocats Socialistes Haldane.

## Casos famosos
Mansfield ha representat casos molt coneguts del Regne Unit i de la resta del món. Els condemnats injustament pels atacs amb bomba de l'IRA als pubs de Guildford (Surrey) i Birmingham; l'Angry Brigade; l'antic dirigent de l'IRA, Brian Keenan; James Hanratty, un dels últims condemnats a mort d'Anglaterra; les persones involucrades amb el bombardeig de l'ambaixada israeliana a Londres; la família de Stephen Lawrence; les famílies del Diumenge Sagnant; el líder miner Arthur Scargill; Angela Cannings, acusada injustament d'haver matat dos nadons; Fatmir Limaj, líder albanokosovar processat a la Haia; Mohamed al-Fayed en la investigació per la mort del seu fill Dodi al-Fayed i Diana, la princesa de Gal·les, i la família de Jean Charles de Menezes, jove que va morir tirotejat per la policia de Londres el 2005.